# Bitis albanica
Bitis albanica är en ormart som beskrevs av Hewitt 1937. Bitis albanica ingår i släktet Bitis och familjen huggormar. Inga underarter finns listade.
Ormen har ett giftigt bett. Fram till 2016 var den endast känd från 8 exemplar.
Denna huggorm förekommer endemisk i Östra Kapprovinsen i Sydafrika. Äggen kläcks inuti honans kropp. Arten lever i låglandet och i kulliga områden upp till 400 meter över havet. Habitatet utgörs av buskskogar.
Beståndet hotas av gruvdrift. IUCN listar arten som starkt hotad (EN).